# 南岭站 (青岛市)
南岭站是青岛地铁1号线的地铁车站，位于中华人民共和国山东省青岛市李沧区重庆中路与南岭三路交叉口北侧，于2020年12月24日开通。

## 车站结构
南岭站位于重庆中路与南岭三路交叉口北侧，沿重庆中路路西设置，呈南北走向，为地下两层岛式站台车站，车站长222米，标准段宽19.9米，车站地下一层为站厅层，地下二层为站台层，站台设置全高站台门。车站南侧设有一条单渡线。
| 地面              | 出入口 | C1、C2、D出入口                                                                                       |
| 地下一层          | 站厅   | 客服中心、自动售票机、验票机                                                                          |
| 地下二层          | 站台   | \| \| \| 1号线往东郭庄（遵义路） \| \| 島式 · 開左邊车门 \| \| \| \| \| \| 1号线往王家港（兴国路） \| |
|                   |        | 1号线往东郭庄（遵义路）                                                                               |
| 島式 · 開左邊车门 |        | |
|                   |        | 1号线往王家港（兴国路）                                                                               |

## 出入口
南岭站目前开放3个出入口，各出口及周围设施如下所示：
| 编号                    | 指示                       | 建议前往的目的地 | 图片 |
| ----------------------- | -------------------------- | ---------------- | ---- |
| C · 1 · 出口 · （设有） | 重庆中路(西)               |                  |      |
| C · 2 · 出口            | 重庆中路(东)               |                  |      |
| D · 出口                | 重庆中路(西)，南岭三路(北) | 坊子街山公园     |      |
| 图例： 设有             |                            |                  |      |

## 接驳交通

### 公交车
- 南岭：105路，116路，117路，364路，373路，374路，605路，606路，608路，935路

## 车站历史
本站工程名与公示名为南岭路站，正式站名为南岭站，以车站所处的南岭社区命名。
- 2018年5月1日，车站主体结构封顶[2]。
- 2020年12月24日，车站随1号线北段通车开通[1]。